# Coelotes nitidus
Coelotes nitidus är en spindelart som beskrevs av Li och Zhang 2002. Coelotes nitidus ingår i släktet Coelotes och familjen mörkerspindlar. Inga underarter finns listade i Catalogue of Life.